# Venceremos
«Venceremos» fue el himno de la Unidad Popular, bloque político de izquierda que llevó a la presidencia de Chile al socialista Salvador Allende en 1970. Es actualmente una de las canciones más reconocidas de la nueva canción chilena.
La música fue compuesta por Sergio Ortega y la letra escrita por Claudio Iturra en la primera mitad de los años 1960. Fue utilizada durante la primera campaña presidencial de Salvador Allende en 1964, en la que resultó electo Eduardo Frei Montalva. Como esta primera versión estaba muy mal grabada, para la elección presidencial de 1970 volvió a ser musicalizada, esta vez por la agrupación chilena Quilapayún, entre la casa de Eduardo Carrasco, miembro fundador de la banda, y la parcela de Ortega en Lo Cañas. Para esta ocasión, la letra de Iturra fue adaptada por Víctor Jara. Más tarde fue también popularizada por Inti-Illimani.

## Versiones

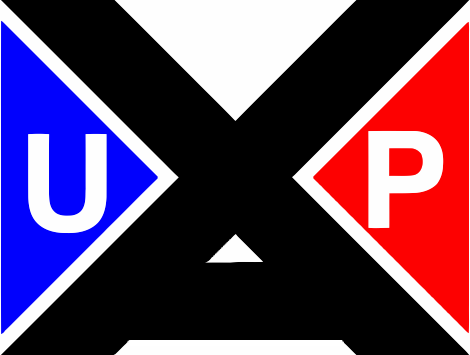
Logo de la Unidad Popular

Este tema ha aparecido en diversos álbumes oficiales, siendo interpretada por múltiples artistas musicales.
De Inti-Illimani
- 1970 - Canto al programa
- 1972 - Chile pueblo (colectivo)
- 1973 - Venceremos / El pueblo unido (sencillo)
- 1973 - Viva Chile!
- 1973 - Politische lieder (colectivo, en vivo)
- 1980 - Zehnkampf - Festival des politischen Liedes 1970-1980 (recopilatorio, colectivo)

De Quilapayún
- 1970 - Venceremos / UP (EP, 1.ª y 2.ª versión)
- 1971 - Venceremos (sencillo)
- 1971 - Vivir como él
- 1974 - Vorwärts lieder (colectivo)
- 1977 - Enregistrement Public (en vivo)
- 1977 - La marche et le drapeau (recopilatorio)
- 2006 - La fuerza de la historia (recopilatorio)

Otros
- 1970 - Canto libre, de Víctor Jara (musicalizada por Víctor y Patricio Castillo)
- 1974 - Konzert für Chile, de varios artistas (colectivo, en vivo)
- 1977 - Canto a la revolución de octubre, del Coro del ejército soviético (colectivo)
- 1985 - Vorwärts, nicht vergessen solidarität!, de Quilapayún o Inti-Illimani (recopilatorio, colectivo)
- 2003 - Venceremos - Hommage à Salvatore Allende, de Ventiscka (colectivo)